# Fussball Club Vaduz 2011-2012
Questa voce raccoglie le informazioni riguardanti il Fussball Club Vaduz nelle competizioni ufficiali della stagione 2011-2012.

## Stagione
Nella stagione 2011-2012 il Vaduz, allenato da Eric Orie, concluse il campionato di Challenge League all'8º posto. Nella Coppa del Liechtenstein il Vaduz perse la finale dall'Eschen/Mauren. In UEFA Europa League il Vaduz fu eliminato al terzo turno dall'Hapoel Tel Aviv.

## Rosa
| N. |                          | Ruolo | Calciatore         |
| -- | ------------------------ | ----- | ------------------ |
| 1  | Liechtenstein (bandiera) | P     | Peter Jehle        |
| 2  | Liechtenstein (bandiera) | D     | Martin Rechsteiner |
| 3  | Svizzera (bandiera)      | D     | Pascal Bader       |
| 4  | Svizzera (bandiera)      | D     | Roland Schwegler   |
| 5  | Svizzera (bandiera)      | D     | Luca Denicolá      |
| 6  | Austria (bandiera)       | D     | Mario Sara         |
| 7  | Brasile (bandiera)       | C     | Rafinha            |
| 7  | Germania (bandiera)      | A     | Matthias Baron     |
| 8  | Svizzera (bandiera)      | D     | Reto Zanni         |
| 8  | Italia (bandiera)        | C     | Diego Ciccone      |
| 9  | Argentina (bandiera)     | A     | Mariano Trípodi    |
| 11 | Liechtenstein (bandiera) | D     | Franz Burgmeier    |
| 13 | Liechtenstein (bandiera) | A     | Philippe Erne      |

| N. |                          | Ruolo | Calciatore       |
| -- | ------------------------ | ----- | ---------------- |
| 14 | Liechtenstein (bandiera) | D     | Yves Oehri       |
| 17 | Svizzera (bandiera)      | A     | Moreno Merenda   |
| 18 | Serbia (bandiera)        | P     | Boban Antić      |
| 19 | Austria (bandiera)       | C     | Mario Kienzl     |
| 20 | Liechtenstein (bandiera) | C     | Nicolas Hasler   |
| 21 | Liechtenstein (bandiera) | D     | Marco Ritzberger |
| 22 | Svizzera (bandiera)      | D     | Pascal Cerrone   |
| 23 | Svizzera (bandiera)      | C     | Max Veloso       |
| 24 | Serbia (bandiera)        | D     | Dušan Cvetinović |
| 27 | Liechtenstein (bandiera) | A     | David Hasler     |
| 30 | Svizzera (bandiera)      | C     | Ramon Cecchini   |
| 35 | Svizzera (bandiera)      | P     | Oliver Klaus     |

## Organigramma societario
Area tecnica
- Allenatore: Eric Orie
- Allenatore in seconda: Roger Prinzen
- Preparatore dei portieri: Sebastian Selke
- Preparatori atletici:

## Calciomercato

### Sessione estiva
| Acquisti | Acquisti         | Acquisti        | Acquisti |
| R.       | Nome             | da              | Modalità |
| -------- | ---------------- | --------------- | -------- |
| P        | Boban Antić      | Rapperswil-Jona |          |
| A        | Matthias Baron   | Basilea         |          |
| C        | Ramon Cecchini   | Grasshoppers II |          |
| D        | Dušan Cvetinović | Grasshoppers    |          |
| C        | Nicolas Hasler   | Eschen/Mauren   |          |
| C        | Mario Kienzl     | Sturm Graz      |          |
| P        | Oliver Klaus     | Yverdon         |          |
| C        | Rafinha          | Metropolitano   |          |
| A        | Mariano Trípodi  | Tochigi         |          |

| Cessioni | Cessioni         | Cessioni     | Cessioni |
| R.       | Nome             | a            | Modalità |
| -------- | ---------------- | ------------ | -------- |
| D        | Arlan            | Avaí         |          |
| C        | Damián Bellón    | Brühl        |          |
| P        | Guillaume Faivre | Wil          |          |
| C        | David Harrer     | Kapfenberger |          |

### Sessione invernale
| Acquisti | Acquisti   | Acquisti        | Acquisti |
| R.       | Nome       | da              | Modalità |
| -------- | ---------- | --------------- | -------- |
| C        | Max Veloso | Neuchâtel Xamax |          |

| Cessioni | Cessioni | Cessioni | Cessioni |
| R.       | Nome     | a        | Modalità |
| -------- | -------- | -------- | -------- |

## Risultati

### Challenge League

#### Andata
| Arbitro: | Amhof |

|                                            |           |                  |
| Scarione 4’, 37’, 55’ (rig.) Muntwiler 42’ | Marcatori | 17’, 61’ Merenda |

| Arbitro: | Gut |

|                       |           |                           |
| Baron 42’ Merenda 57’ | Marcatori | 67’ Katanha 90’ Exouzidīs |

| Arbitro: | San |

|                                     |           |                                                         |
| Merenda 18’ Trípodi 90’ Rafinha 90’ | Marcatori | 42’ Chentouf 73’ De La Loma 90’ (aut.) Bader 90’ Bühler |

| Arbitro: | Kever |

|                             |           |           |
| Schultz 17’ (rig.) Dabo 20’ | Marcatori | 66’ Baron |

| Arbitro: | Erlachner |

|                                        |           |  |
| Đurić 17’ (aut.) Merenda 26’ Baron 42’ | Marcatori |  |

| Arbitro: | Pache |

|                              |           |  |
| Magnetti 30’, 43’ Gaspar 78’ | Marcatori |  |

| Arbitro: | Jancevski |

|                                  |           |  |
| Merenda 69’ Hasler 87’ Bader 89’ | Marcatori |  |

| Arbitro: | Erlachner |

|                         |           |             |
| Sadiku 16’ Dell'Avo 79’ | Marcatori | 90’ Merenda |

| Arbitro: | Fähndrich |

|                              |           |                                  |
| Jehle 33’ (aut.) Knöpfel 49’ | Marcatori | 28’ Baron 39’ Hasler 45’ Trípodi |

| Arbitro: | Kever |

|                    |           |            |
| Mancino 73’ (aut.) | Marcatori | 10’ Weller |

| Arbitro: | Jancevski |

|                                       |           |                                                      |
| Mathys 19’ Morello 22’ Challandes 28’ | Marcatori | 1’ Burgmeier 37’ Baron 39’, 52’ Merenda 77’ Cecchini |

| Arbitro: | San |

|                                           |           |           |
| Denicolá 32’ Merenda 61’ (rig.) Bader 68’ | Marcatori | 42’ Tokpa |

| Arbitro: | Wermelinger |

|                            |           |             |
| Mattila 36’ Ciarrocchi 76’ | Marcatori | 32’ Merenda |

| Arbitro: | Gremaud |

|                                     |           |                         |
| Bader 12’ Burgmeier 14’ Cerrone 87’ | Marcatori | 4’ Holenstein 18’ Schär |

| Arbitro: | Jaccottet |

|                         |           |  |
| Bottani 39’ Pimenta 76’ | Marcatori |  |

#### Ritorno
| Arbitro: | Gut |

|                                    |           |                          |
| Baron 12’ Hasler 72’ Burgmeier 89’ | Marcatori | 15’ Siegrist 79’ Stojkov |

| Arbitro: | Graf |

|                      |           |  |
| Sara 26’ Merenda 31’ | Marcatori |  |

| Arbitro: | Schärer |

|             |           |                         |
| Jahović 42’ | Marcatori | 84’ Ciccone 90’ Trípodi |

| Arbitro: | Amhof |

|  |           |                                              |
|  | Marcatori | 6’, 16’ Trípodi 86’ (aut.) Doudet 89’ Hasler |

| Arbitro: | Fähndrich |

|           |           |  |
| Bader 22’ | Marcatori |  |

| Arbitro: | Klossner |

|           |           |  |
| Andreu 5’ | Marcatori |  |

| Arbitro: | San |

|                       |           |  |
| Sprunger 34’ Iten 87’ | Marcatori |  |

| Arbitro: | Jancevski |

|             |           |                   |
| Merenda 25’ | Marcatori | 57’ (rig.) Senger |

| Arbitro: | Gut |

|                                |           |                           |
| Merenda 12’, 24’ Schwegler 17’ | Marcatori | 68’ Doudin 76’, 83’ Galli |

| Arbitro: | Kever |

|  |           |                                            |
|  | Marcatori | 32’ Hasler 42’ Cecchini 72’ (rig.) Merenda |

| Arbitro: | Amhof |

|             |           |  |
| Trípodi 90’ | Marcatori |  |

| Arbitro: | Wermelinger |

|                      |           |              |
| Rodriguez 20’ (rig.) | Marcatori | 88’ Cecchini |

| Vaduz 13 maggio 2012, ore 16:00 CEST 28ª giornata | Vaduz      | 0 – 0 referto | Bellinzona | Rheinpark (1 748 spett.)\| Arbitro: \| Zimmermann \| |
| Arbitro:                                          | Zimmermann |               |            |                                                      |

| Arbitro: | Kever |

|                        |           |          |
| Bijelić 32’ Gaspar 45’ | Marcatori | 34’ Sara |

| Arbitro: | Gut |

|             |           |                         |
| Merenda 86’ | Marcatori | 65’ Mathys 74’ Scarione |

### Coppa del Liechtenstein
| 18 ottobre 2011, ore 20:00 CEST Quarti di finale | FC Triesen II | 0 – 17 | Vaduz |  |

| 10 aprile 2012, ore 20:00 CEST Semifinale | Vaduz | 3 – 1 | Triesenberg |  |

| Arbitro: | Reisch |

|                                        |                      |                                    |
| Cerrone 41’ (rig.) Sara 55’            | Marcatori            | 68’ (rig.) Manojlović 90’ Dulundu  |
| Burgmeier Schwegler Trípodi Cvetinović | Tiri di rigore 2 – 4 | Stocklasa Simma Dulundu Manojlović |

### Europa League
| Arbitro: | Tritsonis |

|  |           |                      |
|  | Marcatori | 60’ Oumarou 70’ Ilić |

| Arbitro: | Cynkevič |

|           |           |                                 |
| Čović 86’ | Marcatori | 10’ Cvetinović 76’, 90’ Merenda |

| Arbitro: | Jemini |

|                                          |           |  |
| Kende 24’ Tamuz 45’ Damari 49’ Cohen 82’ | Marcatori |  |

| Arbitro: | Stålhammar |

|                       |           |           |
| Zanni 79’ Rafinha 81’ | Marcatori | 1’ Damari |

## Statistiche

### Statistiche di squadra
| Competizione            | Punti | In casa | In casa | In casa | In casa | In casa | In casa | In trasferta | In trasferta | In trasferta | In trasferta | In trasferta | In trasferta | Totale | Totale | Totale | Totale | Totale | Totale | DR  |
| Competizione            | Punti | G       | V       | N       | P       | Gf      | Gs      | G            | V            | N            | P            | Gf           | Gs           | G      | V      | N      | P      | Gf     | Gs     | DR  |
| ----------------------- | ----- | ------- | ------- | ------- | ------- | ------- | ------- | ------------ | ------------ | ------------ | ------------ | ------------ | ------------ | ------ | ------ | ------ | ------ | ------ | ------ | --- |
| Challenge League        | 45    | 15      | 8       | 5       | 2       | 30      | 18      | 15           | 5            | 1            | 9            | 24           | 27           | 30     | 13     | 6      | 11     | 54     | 45     | +9  |
| Coppa del Liechtenstein | -     | 2       | 1       | 1       | 0       | 5       | 3       | 1            | 1            | 0            | 0            | 17           | 0            | 3      | 2      | 1      | 0      | 22     | 3      | +19 |
| Coppa UEFA              | -     | 2       | 1       | 0       | 1       | 2       | 3       | 2            | 1            | 0            | 1            | 3            | 5            | 4      | 2      | 0      | 2      | 5      | 8      | -3  |
| Totale                  | 45    | 19      | 10      | 6       | 3       | 37      | 24      | 18           | 7            | 1            | 10           | 44           | 32           | 37     | 17     | 7      | 13     | 81     | 56     | +25 |

### Andamento in campionato
| Giornata  | 1  | 2  | 3  | 4  | 5  | 6  | 7  | 8  | 9  | 10 | 11 | 12 | 13 | 14 | 15 | 16 | 17 | 18 | 19 | 20 | 21 | 22 | 23 | 24 | 25 | 26 | 27 | 28 | 29 | 30 |
| --------- | -- | -- | -- | -- | -- | -- | -- | -- | -- | -- | -- | -- | -- | -- | -- | -- | -- | -- | -- | -- | -- | -- | -- | -- | -- | -- | -- | -- | -- | -- |
| Luogo     | T  | C  | C  | T  | C  | T  | C  | T  | T  | C  | T  | C  | T  | C  | T  | C  | C  | T  | T  | C  | T  | T  | C  | C  | T  | C  | T  | C  | T  | C  |
| Risultato | P  | N  | P  | P  | V  | P  | V  | P  | V  | N  | V  | V  | P  | V  | P  | V  | V  | V  | V  | V  | P  | P  | N  | N  | V  | V  | N  | N  | P  | P  |
| Posizione | 13 | 12 | 13 | 13 | 12 | 14 | 11 | 12 | 10 | 10 | 6  | 6  | 9  | 7  | 8  | 8  | 7  | 5  | 5  | 5  | 6  | 7  | 7  | 8  | 7  | 7  | 7  | 7  | 8  | 8  |

Legenda:

Luogo: C = Casa; T = Trasferta. Risultato: V = Vittoria; N = Pareggio; P = Sconfitta.

### Statistiche dei giocatori
| Giocatore      | Coppa del Liechtenstein | Coppa del Liechtenstein | Coppa del Liechtenstein | Coppa del Liechtenstein | Challenge League | Challenge League | Challenge League | Challenge League | Coppa UEFA | Coppa UEFA | Coppa UEFA  | Coppa UEFA | Totale   | Totale | Totale      | Totale     |
| Giocatore      | Presenze                | Reti                    | Ammonizioni             | Espulsioni              | Presenze         | Reti             | Ammonizioni      | Espulsioni       | Presenze   | Reti       | Ammonizioni | Espulsioni | Presenze | Reti   | Ammonizioni | Espulsioni |
| -------------- | ----------------------- | ----------------------- | ----------------------- | ----------------------- | ---------------- | ---------------- | ---------------- | ---------------- | ---------- | ---------- | ----------- | ---------- | -------- | ------ | ----------- | ---------- |
| B. Antić       | 0                       | 0                       | 0                       | 0                       | 0                | 0                | 0                | 0                | 0          | 0          | 0           | 0          | 0        | 0      | 0           | 0          |
| P. Bader       | 0                       | 0                       | 0                       | 0                       | 20               | 4                | 4                | 0                | 2          | 0          | 1           | 0          | 22       | 4      | 5           | 0          |
| M. Baron       | 0                       | 0                       | 0                       | 0                       | 22               | 6                | 1                | 0                | 4          | 0          | 1           | 0          | 26       | 6      | 2           | 0          |
| F. Burgmeier   | 1                       | 0                       | 0                       | 0                       | 22               | 3                | 4                | 0                | 2          | 0          | 2           | 0          | 25       | 3      | 6           | 0          |
| R. Cecchini    | 1                       | 0                       | 0                       | 0                       | 23               | 3                | 1                | 0                | 2          | 0          | 0           | 0          | 26       | 3      | 1           | 0          |
| P. Cerrone     | 1                       | 1                       | 0                       | 0                       | 28               | 1                | 4                | 1                | 4          | 0          | 0           | 0          | 33       | 2      | 4           | 1          |
| D. Ciccone     | 1                       | 0                       | 0                       | 0                       | 23               | 1                | 5                | 1                | 2          | 0          | 0           | 0          | 26       | 1      | 5           | 1          |
| D. Cvetinović  | 1                       | 0                       | 0                       | 0                       | 16               | 0                | 6                | 0                | 3          | 1          | 0           | 0          | 20       | 1      | 6           | 0          |
| L. Denicolá    | 0                       | 0                       | 0                       | 0                       | 12               | 1                | 0                | 0                | 2          | 0          | 0           | 0          | 14       | 1      | 0           | 0          |
| P. Erne        | 1                       | 0                       | 0                       | 0                       | 1                | 0                | 0                | 0                | 0          | 0          | 0           | 0          | 2        | 0      | 0           | 0          |
| D. Hasler      | 1                       | 0                       | 0                       | 0                       | 20               | 5                | 0                | 0                | 2          | 0          | 1           | 0          | 23       | 5      | 1           | 0          |
| N. Hasler      | 1                       | 0                       | 0                       | 0                       | 19               | 0                | 2                | 0                | 2          | 0          | 0           | 0          | 22       | 0      | 2           | 0          |
| P. Jehle       | 1                       | 0                       | 0                       | 0                       | 30               | 0                | 2                | 0                | 4          | 0          | 0           | 0          | 35       | 0      | 2           | 0          |
| M. Kienzl      | 0                       | 0                       | 0                       | 0                       | 12               | 0                | 2                | 0                | 4          | 0          | 0           | 0          | 16       | 0      | 2           | 0          |
| O. Klaus       | 0                       | 0                       | 0                       | 0                       | 0                | 0                | 0                | 0                | 0          | 0          | 0           | 0          | 0        | 0      | 0           | 0          |
| M. Merenda     | 0                       | 0                       | 0                       | 0                       | 29               | 17               | 3                | 0                | 3          | 2          | 1           | 0          | 32       | 19     | 4           | 0          |
| Y. Oehri       | 0                       | 0                       | 0                       | 0                       | 3                | 0                | 1                | 0                | 2          | 0          | 0           | 0          | 5        | 0      | 1           | 0          |
| R. Rafinha     | 1                       | 0                       | 0                       | 0                       | 19               | 1                | 0                | 0                | 4          | 1          | 0           | 0          | 24       | 2      | 0           | 0          |
| M. Rechsteiner | 1                       | 0                       | 0                       | 1                       | 17               | 0                | 3                | 0                | 2          | 0          | 0           | 0          | 20       | 0      | 3           | 1          |
| M. Ritzberger  | 0                       | 0                       | 0                       | 0                       | 3                | 0                | 0                | 0                | 1          | 0          | 0           | 1          | 4        | 0      | 0           | 1          |
| M. Sara        | 1                       | 1                       | 1                       | 0                       | 27               | 2                | 9                | 0                | 3          | 0          | 3           | 0          | 31       | 3      | 13          | 0          |
| R. Schwegler   | 1                       | 0                       | 0                       | 0                       | 16               | 1                | 1                | 1                | 2          | 0          | 0           | 0          | 19       | 1      | 1           | 1          |
| M. Trípodi     | 1                       | 0                       | 0                       | 0                       | 22               | 6                | 1                | 0                | 2          | 0          | 0           | 0          | 25       | 6      | 1           | 0          |
| M. Veloso      | 0                       | 0                       | 0                       | 0                       | 10               | 0                | 1                | 0                | 0          | 0          | 0           | 0          | 10       | 0      | 1           | 0          |
| R. Zanni       | 0                       | 0                       | 0                       | 0                       | 23               | 0                | 4                | 1                | 4          | 1          | 0           | 0          | 27       | 1      | 4           | 1          |